# Alfenas
Alfenas este un oraș din unitatea federativă Minas Gerais, Brazilia.